# Palestine (Texas)
Palestine város az USA Texas államában. Lakosainak száma 18 544 fő (2020. április 1.).

## Népesség
A település népességének változása:

| 2010 | 18 712 |
| 2020 | 18 544 |